# Michail Krassilow

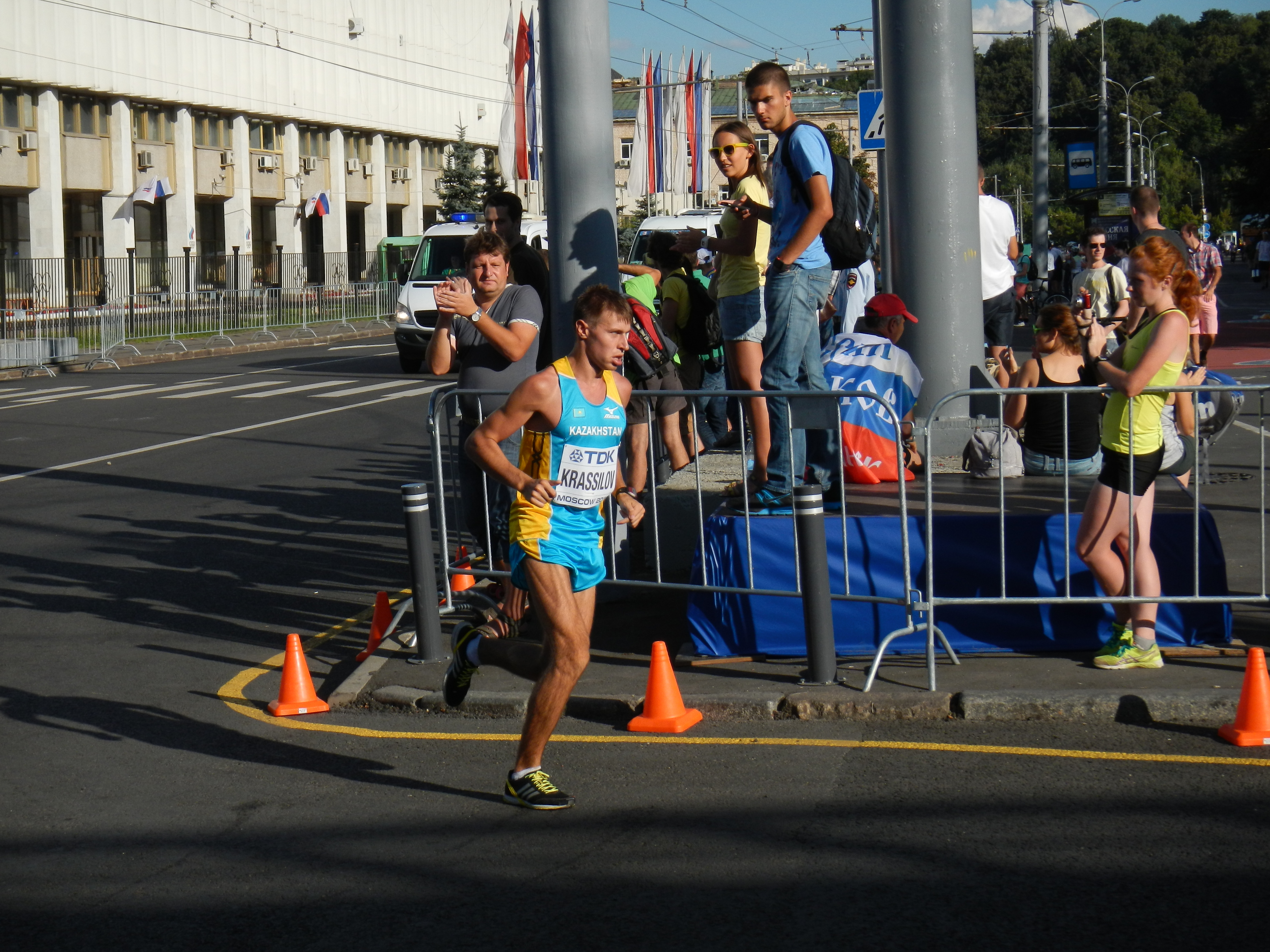
Michail Krassilow bei den Weltmeisterschaften 2013 in Moskau

Michail Krassilow (russisch Михаил Красилов, engl. Transkription Mikhail Krasilov; * 5. März 1990) ist ein kasachischer Marathonläufer.
Bei den Halbmarathon-Weltmeisterschaften 2010 in Nanning belegte er den 66. Platz.
2012 kam er als Gastläufer bei den Russischen Meisterschaften im Halbmarathon auf den dritten Platz und qualifizierte sich mit einem 18. Platz beim Amsterdam-Marathon für die Leichtathletik-Weltmeisterschaften 2013 in Moskau, bei denen er auf dem 50. Platz einlief.
2015 wurde er Zehnter beim Vienna City Marathon. Im selben Jahr nahm er bei den Weltmeisterschaften in Peking am Marathonrennen teil, erreichte das Ziel jedoch nicht.

## Persönliche Bestzeiten
- Halbmarathon: 1:04:21 h, 20. Mai 2012, Omsk
- Marathon: 2:16:08 h, 21. Oktober 2012, Amsterdam